# Шпиндлерув-Млин
Шпи́ндлерув-Млин (чеш. Špindlerův Mlýn, МФА (чешск.): [ˈʃpɪndlɛruːv ˈmliːn]), ранее Шпиндлермюле (нем. Spindlermühle) — горный курорт на территории массива Крконоше в Чехии, включающий в себя четыре района, которые ранее были самостоятельными посёлками: Пршедни-Лабска (чеш. Přední Labská), Лабска (чеш. Labská), Бедржихов (чеш. Bedřichov) и Свати-Петр (чеш. Svatý Petr).

## Наименование и расположение
Слово «млин» в переводе с чешского означает «мельница». Во второй половине XVIII века здесь находилась мельница, принадлежавшая немецкому хозяину по фамилии
Шпиндлер (нем. Spindler).
Шпиндлерув-Млин расположен на севере Чехии, в верховье реки Эльбы, рядом с польской границей, недалеко от Германии. Находится на территории горного массива под названием «Исполиновы горы», или Крконоше. Крконош, он же Рюбецаль, в немецком, чешском и польском фольклоре — дух, олицетворяющий непогоду в горах.

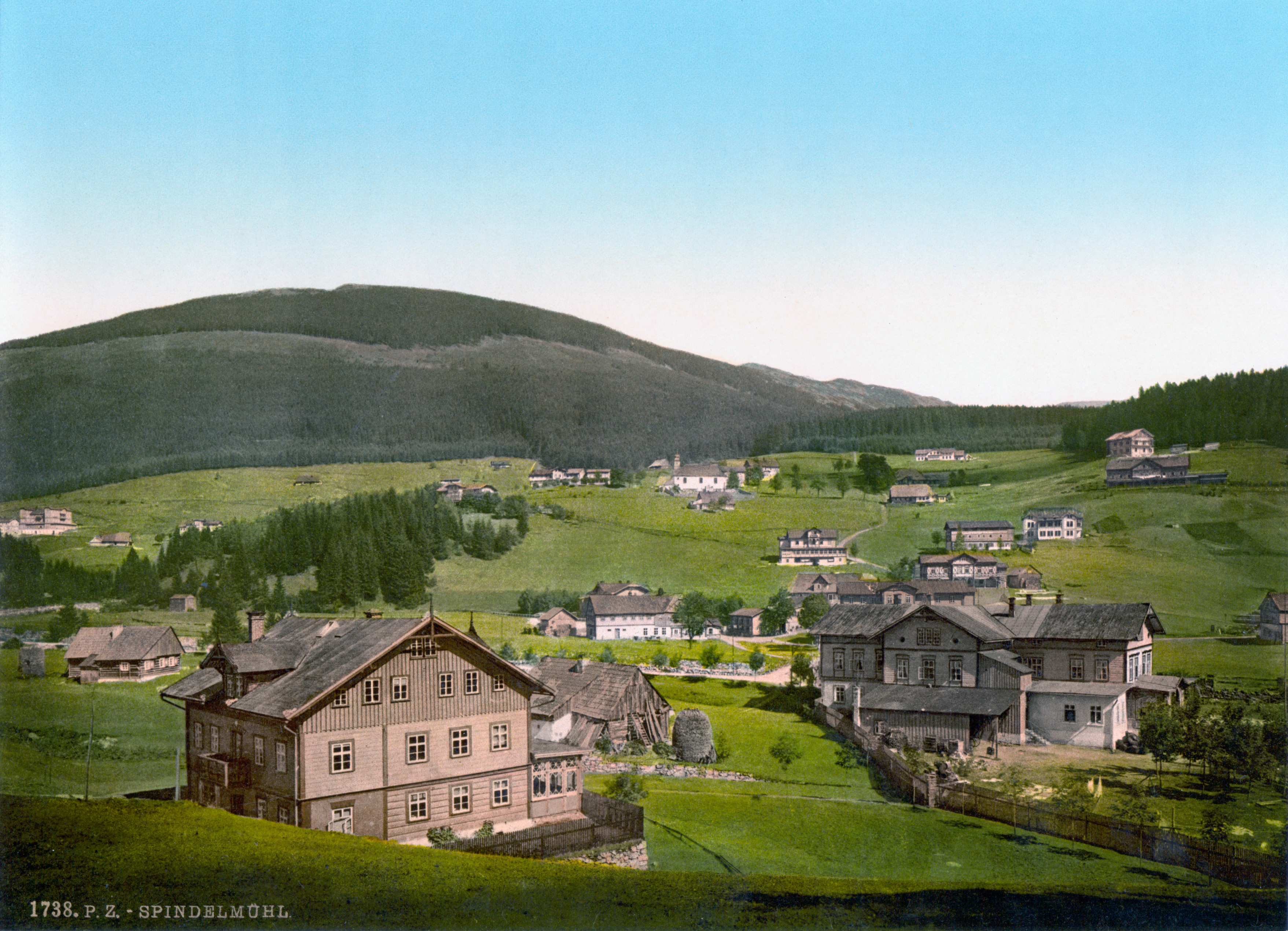
Шпиндлерув-Млин в 1900 году

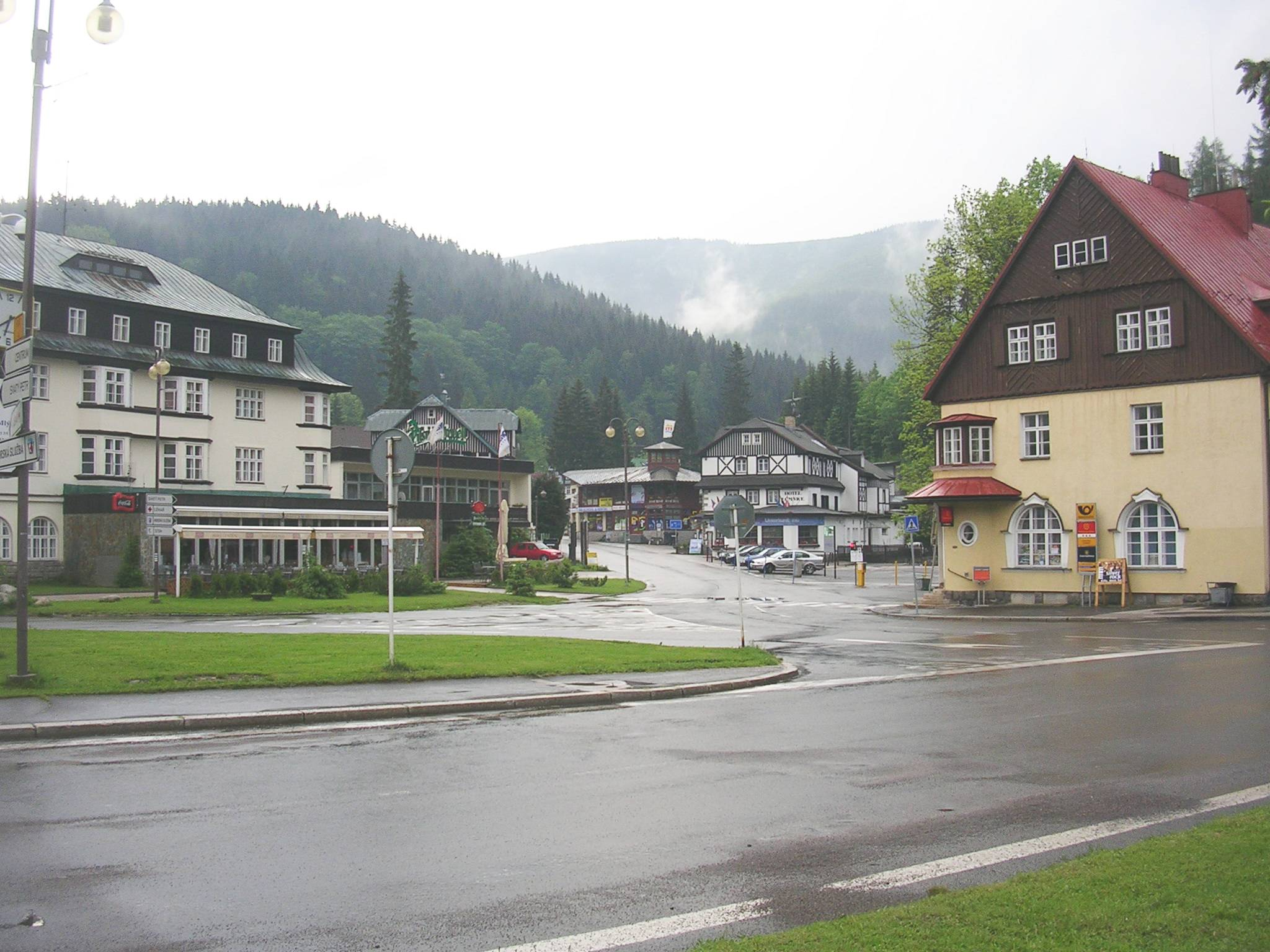
Площадь города. Фото 2007 года

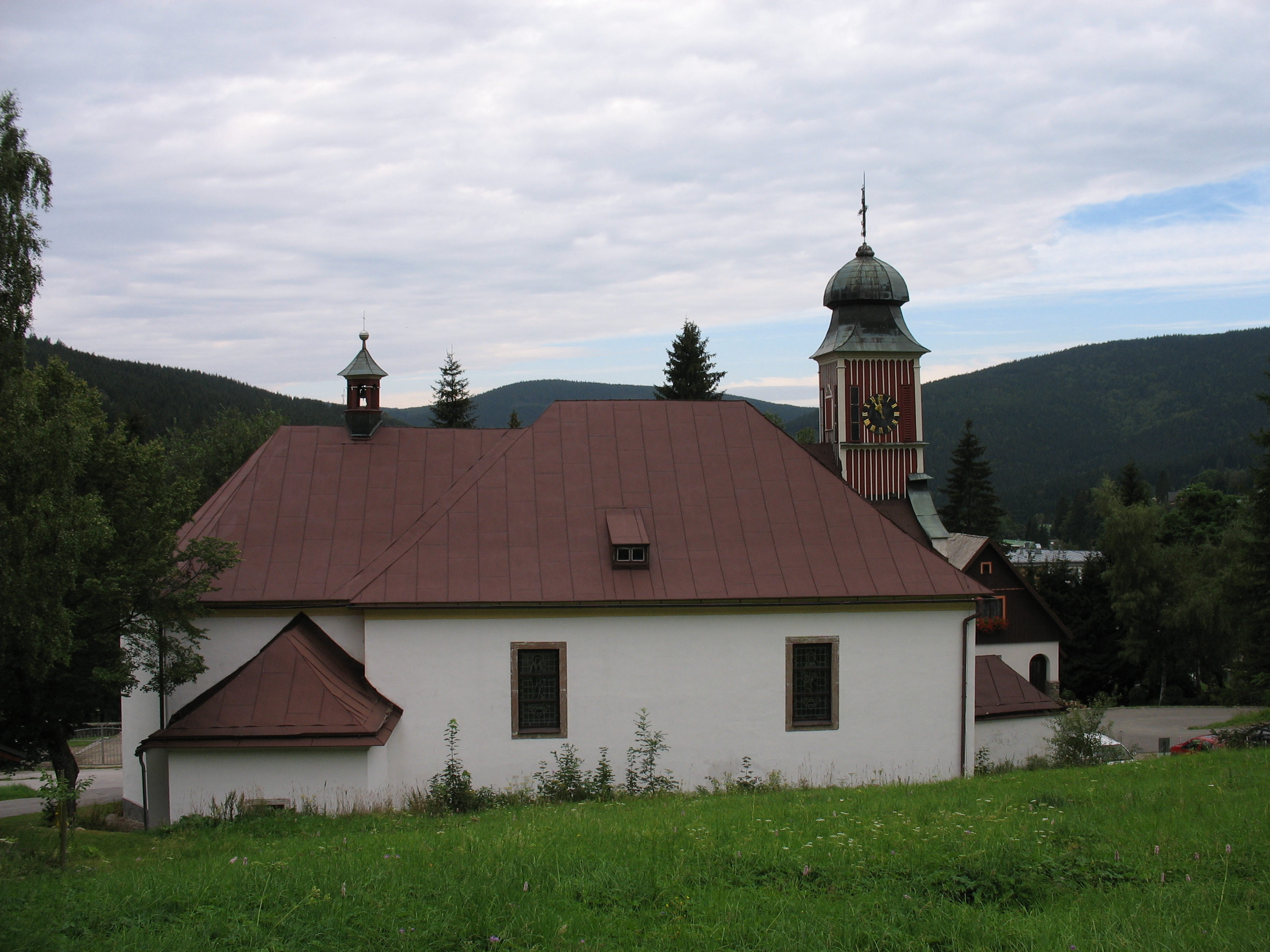
Костёл Петра и Павла в 2009 году

## История
Самое раннее появление жителей в этом месте было связано с раскопками и добычей серебра и меди. В то время только сезонные рабочие, соглашавшиеся на тяжёлые условия труда, жили вблизи рудников в бедных хижинах. Первые документальные упоминания об этом поселении относятся к началу XVI века, когда был основан приход Св. Петра. Уже в следующем столетии горнодобыча в посёлке Свати-Петр была ограничена.
Поселение Бедржихов появилось в 1746 году вокруг выстроенного небольшого стекольного завода, на месте которого позднее возник металлургический, а затем лесопильный завод. От этого индустриального прошлого в современном районе Бедржихов сохранились лишь краткие сведения на мемориальной плите.
Собственно Шпиндлерув-Млин был основан в конце XVIII столетия лесорубами, переселившимися сюда из Силезии. В 1784 году здесь было всего пять строений, мельница и дом лесника. В 1793 году Франц II дал разрешение приходу Св. Петра на возведение новой церкви взамен прежней, наполовину разрушенной.
С середины XIX века наиболее важным фактором развития экономики этого региона становится туризм.
Франц Кафка в 1922 году сразу после приезда в Шпиндлермюле начал работу над романом «За́мок», который остался неоконченным и был опубликован посмертно.
В годы 1939—1945 Шпиндлерув-Млин входил в состав Рейхсгау.

## Достопримечательности

У истока Эльбы на Снежке в горном массиве Крконоше
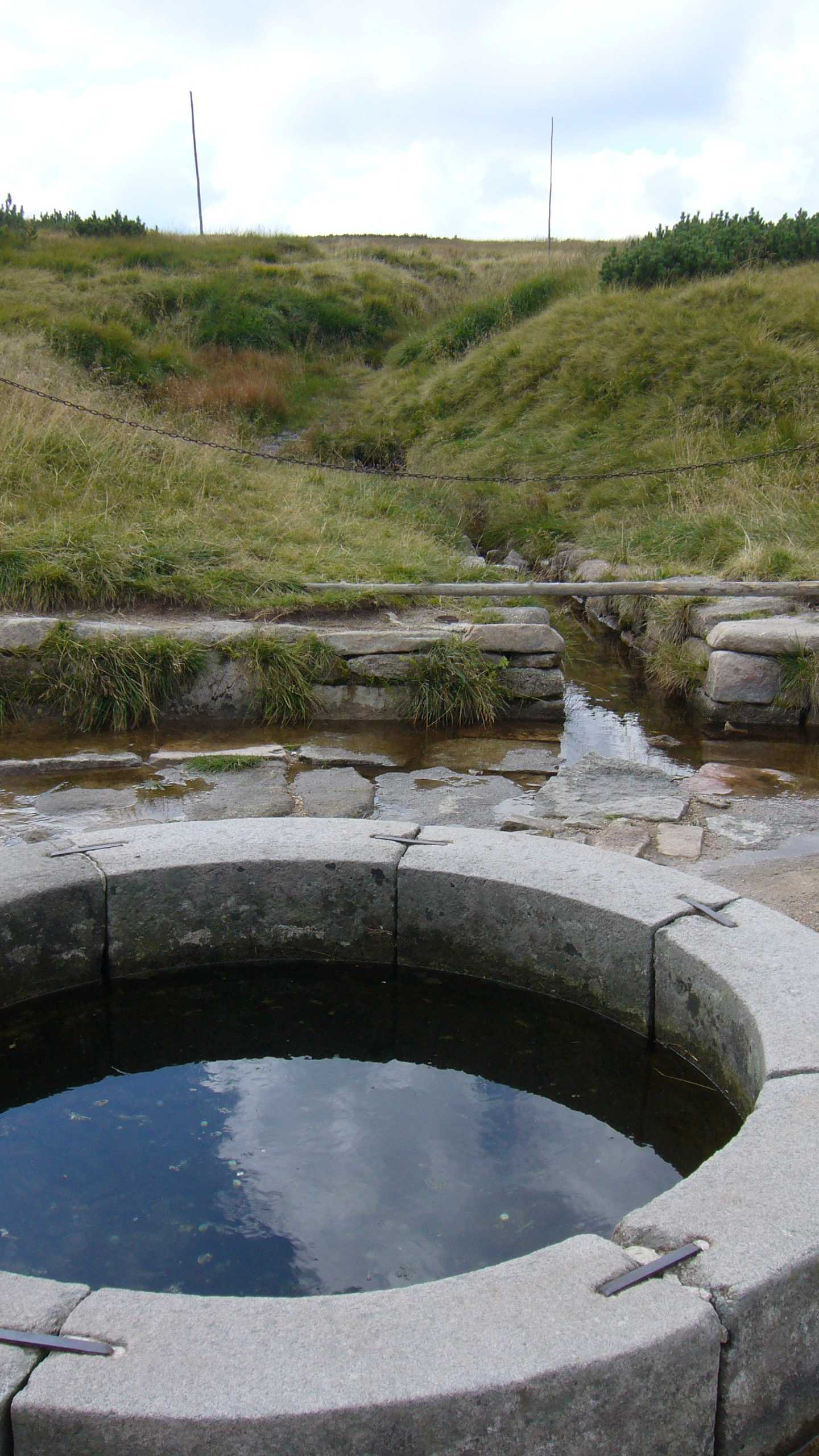
Исток Эльбы
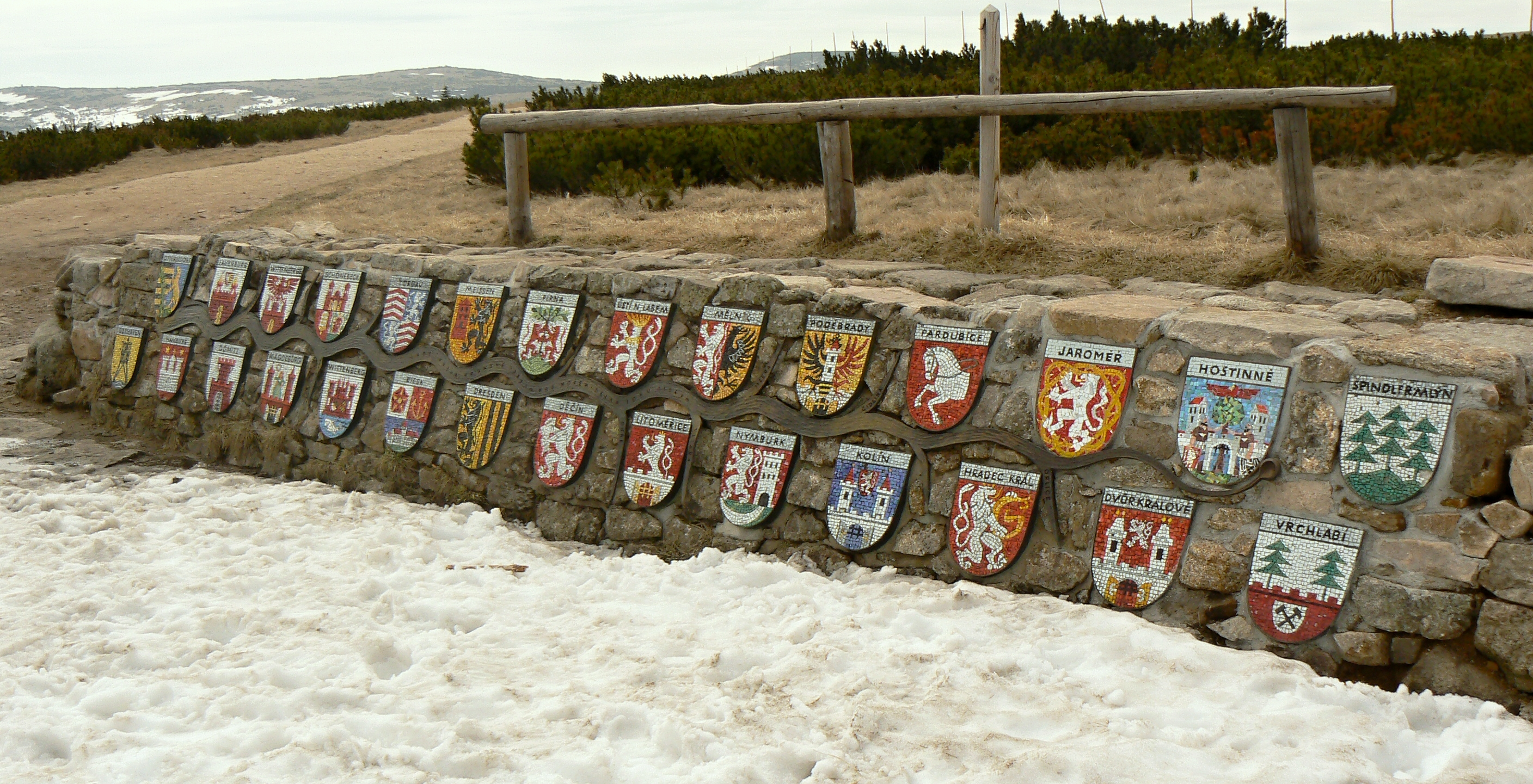
Гербы 28 городов на Эльбе

К природным достопримечательностям этого места относится исток реки Эльбы на чешской территории «Исполиновых гор».

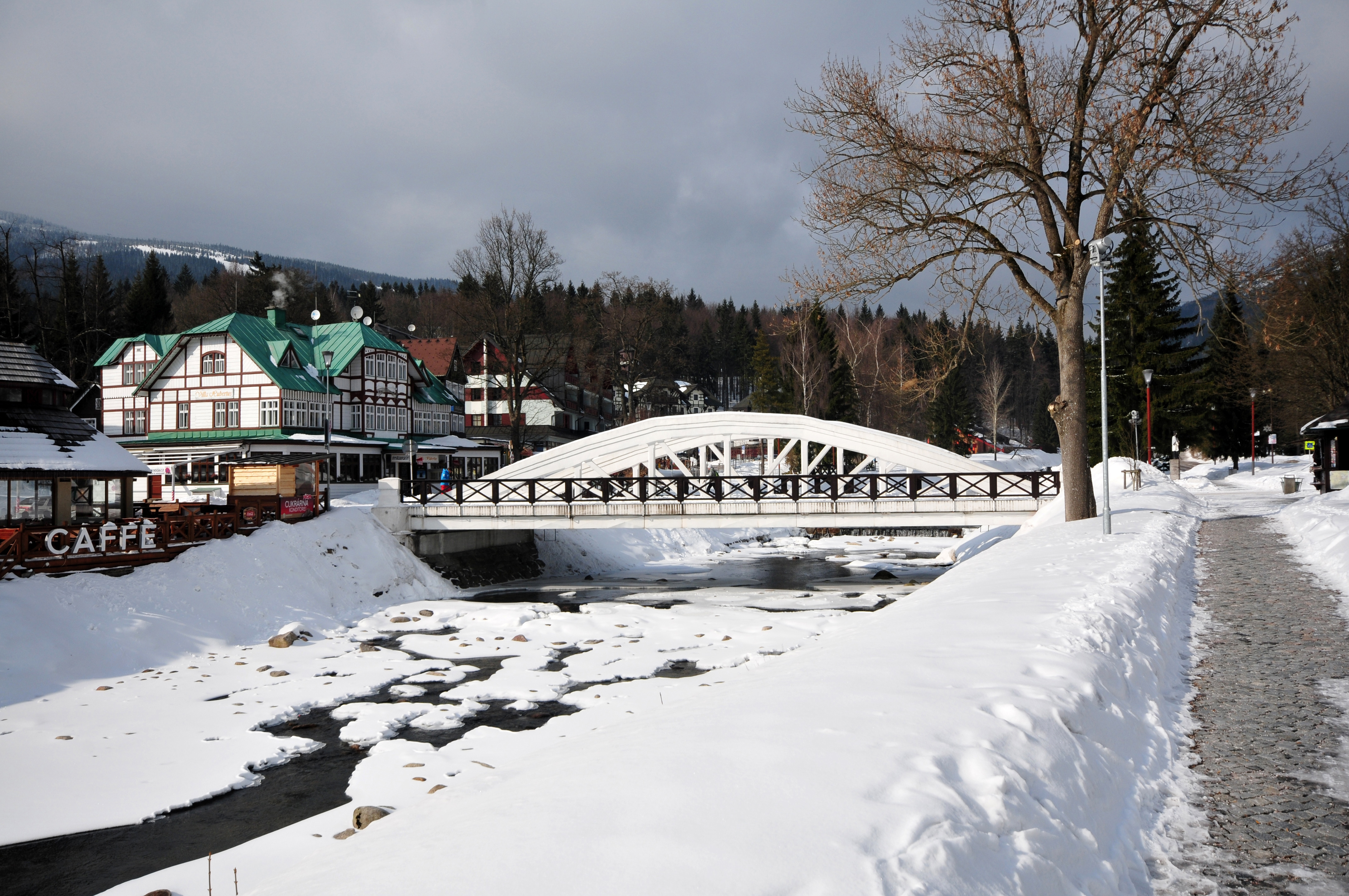
Белый мост через Эльбу
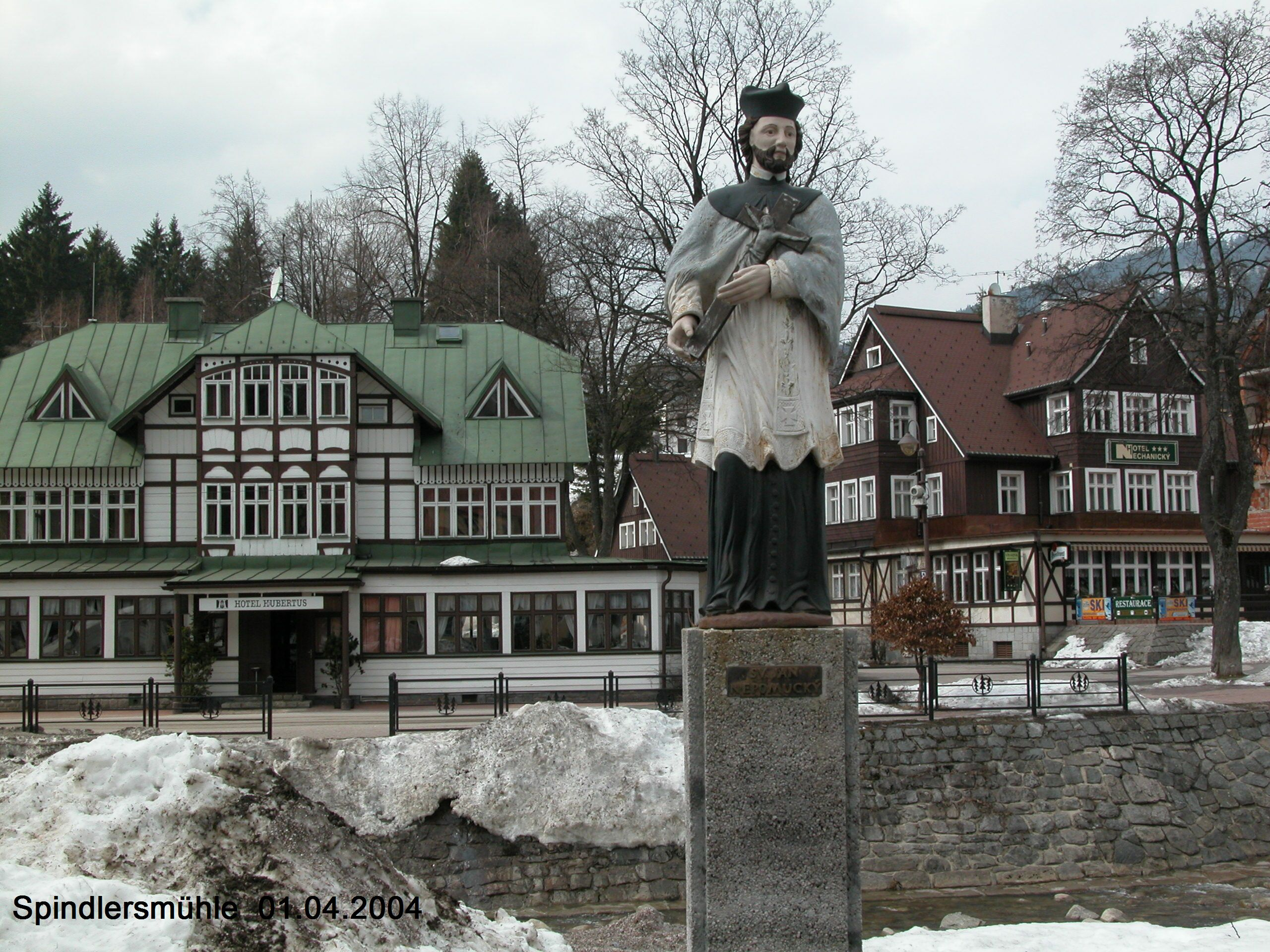
Статуя Яна Непомуцкого

## Современный курорт

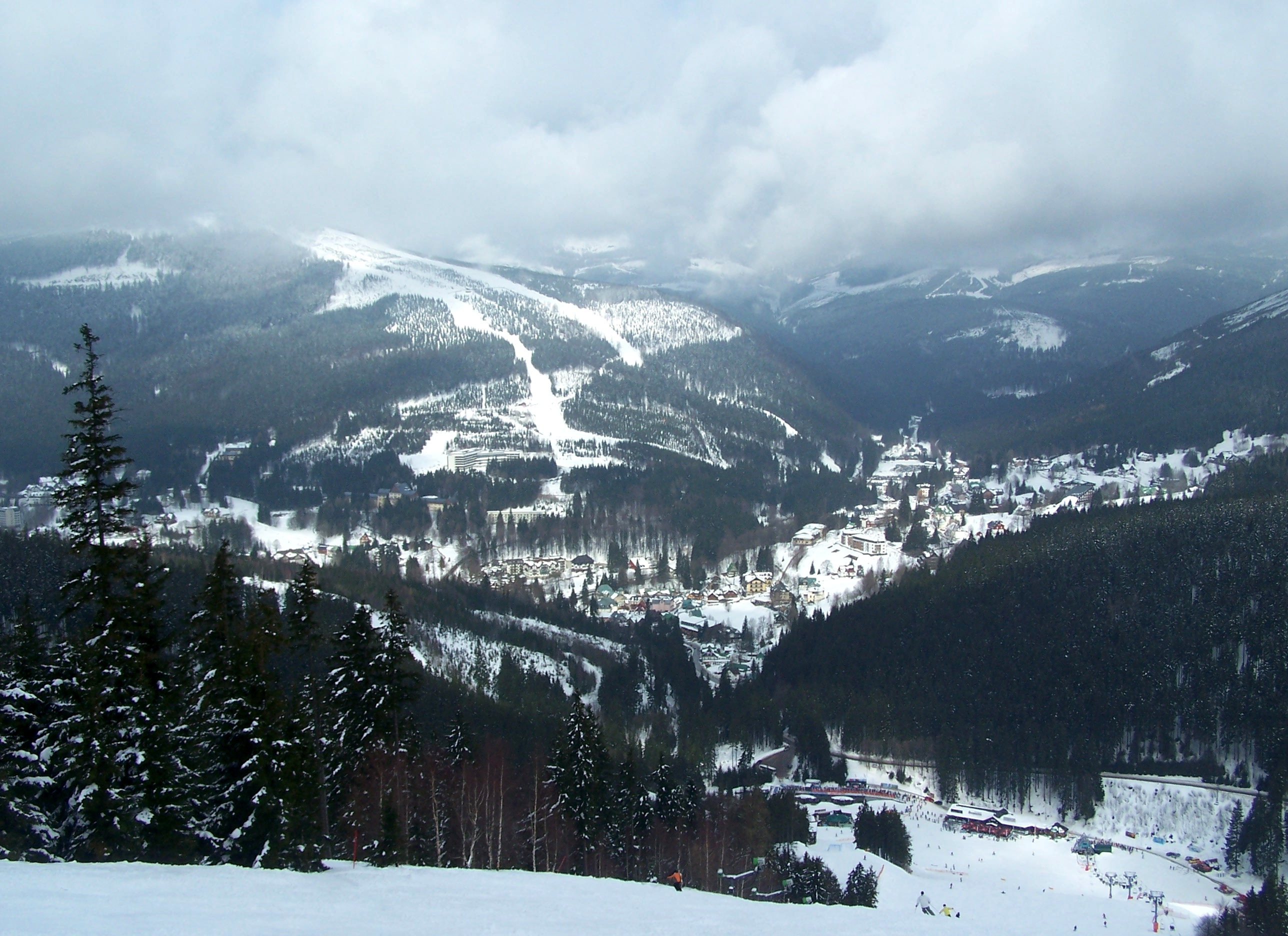
Лыжный сезон. Фото 2009 года

Герб города не случайно изображает три зелёных дерева. На горных склонах в местных лесах преобладают три вида хвойных растений: сосна, ель, пихта. Есть здесь и альпийские луга. В 1963 году на территории Исполиновых гор был основан национальный парк, который привлекает отдыхающих целебным воздухом и разнообразными маршрутами для прогулок.

## Население
| Год  | Численность | Численность |
| ---- | ----------- | ----------- |
| 1869 | 2602        | [ 11 ]      |
| 1880 | 2437        | [ 11 ]      |
| 1890 | 2464        | [ 11 ]      |
| 1900 | 2541        | [ 11 ]      |
| 1910 | 3065        | [ 11 ]      |
| 1921 | 2524        | [ 11 ]      |
| 1930 | 2700        | [ 11 ]      |
| 1950 | 6669        | [ 11 ]      |
| 1961 | 1428        | [ 11 ]      |
| 1970 | 1355        | [ 11 ]      |
| 1980 | 1388        | [ 11 ]      |
| 1991 | 1220        | [ 11 ]      |
| 2001 | 1290        | [ 11 ]      |
| 2014 | 1162        | [ 12 ]      |
| 2016 | 1151        | [ 13 ]      |
| 2017 | 1125        | [ 14 ]      |
| 2018 | 1114        | [ 15 ]      |
| 2019 | 1119        | [ 16 ]      |
| 2020 | 1098        | [ 17 ]      |
| 2021 | 1057        | [ 18 ]      |
| 2022 | 979         | [ 19 ]      |
| 2023 | 1117        | [ 20 ]      |
| 2024 | 1152        | [ 21 ]      |
| 2025 | 1136        | [ 3 ]       |

## Спорт
Шпиндлерув-Млин наиболее известен как центр горнолыжного спорта в Чехии. Устойчивый снежный покров здесь сохраняется долгое время. Сезон катания обычно длится с ноября до начала апреля. Сюда стекается порядка 15 000 человек в месяц. Это прежде всего отдыхающие из Германии, Голландии, Польши, России, Словакии и Чехии.
Для любителей зимних видов спорта в городе проходят различные спортивные мероприятия, в том числе этапы Кубка Европы в лыжном фристайле и Кубка мира по слалому.
В 1964 году в этом курортном городе прошла  III зимняя Универсиада, а 14 лет спустя Шпиндлерув-Млин принимал IX зимнюю Универсиаду в 1978 году.